# Talmud Tora w Krakowie

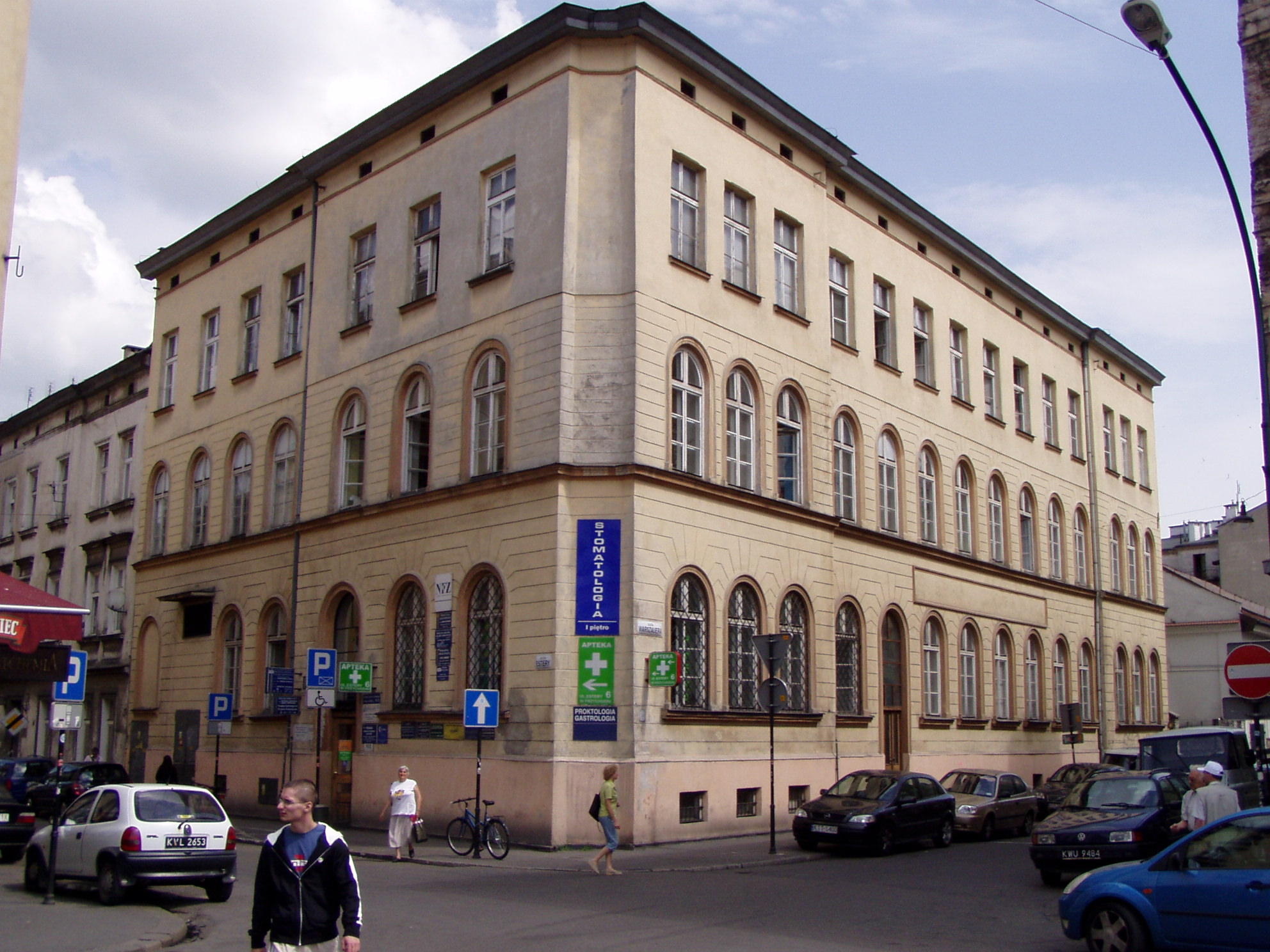
Talmud Tora

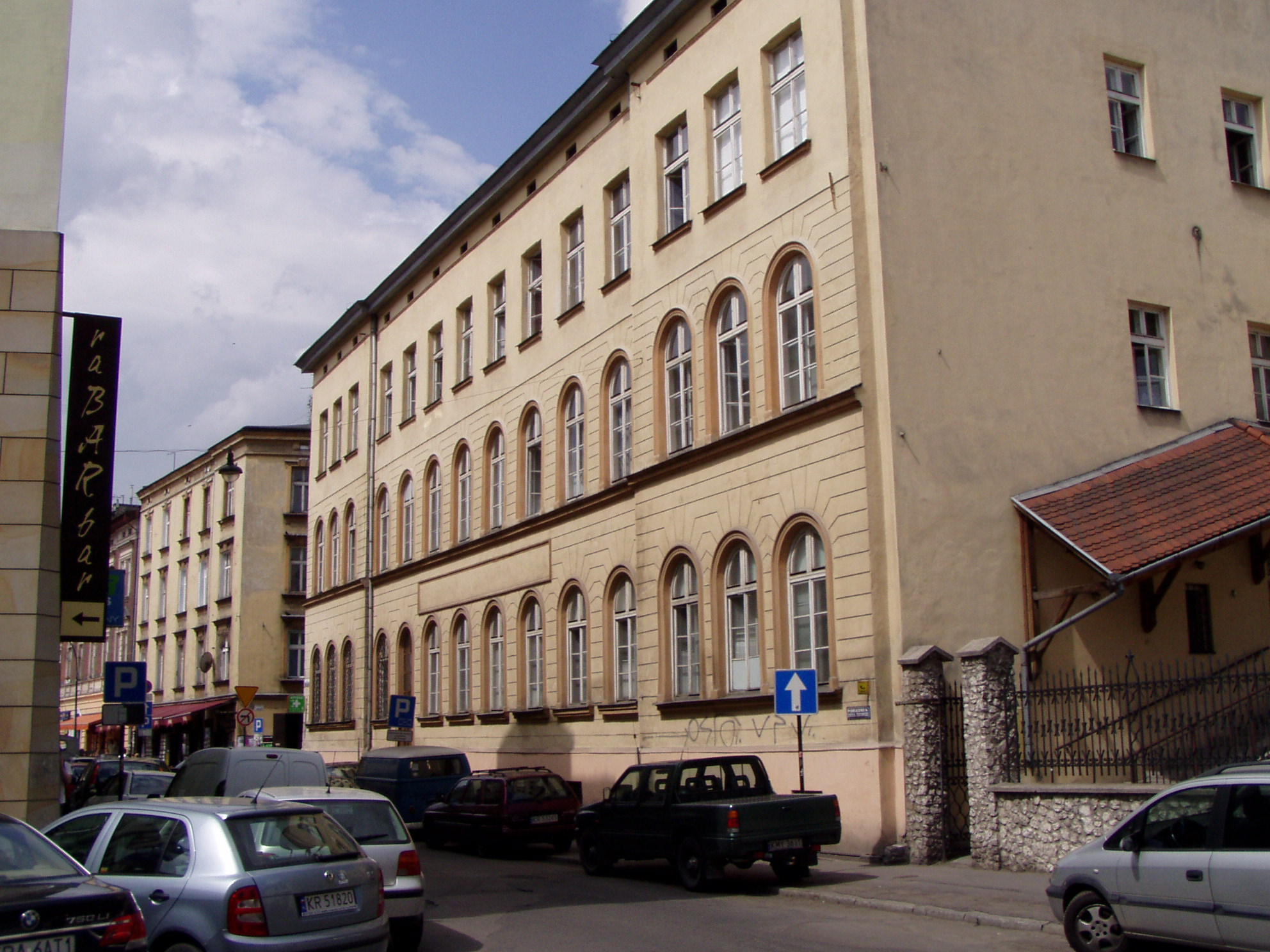
Talmud Tora

Talmud Tora w Krakowie – żydowska szkoła religijna znajdująca się na Kazimierzu w Krakowie, na rogu ulic Warschauera i Estery.
Szkoła została założona w okresie międzywojennym i w całości była utrzymywana przez krakowską gminę żydowską. Była prowadzona przez rabinów i lokalnych zwierzchników grup chasydzkich, którzy posiadali w budynku szkoły własne synagogi. 
Przed wybuchem II wojny światowej do Talmud Tory uczęszczało około 1500 uczniów. Zaraz po wkroczeniu wojsk niemieckich do Krakowa szkoła została zamknięta. Obecnie pomieszczenia po niej użytkuje rejonowa przychodnia lekarska.
W okresie międzywojennym w budynku szkoły mieściły się 4 synagogi: Talmud Tora, chasydów z Góry Kalwarii, chasydów z Dzikowa i Chaima Halberstama oraz szkoła rabinacka Beit Meir.